# División Dinara
La División Dinara (en serbio: Динарска дивизија/Dinarska divizija) era una formación chetnik irregular que existió durante la ocupación de Yugoslavia por parte del Eje durante la Segunda Guerra Mundial y que operó en gran medida como unidad auxiliar de las fuerzas de ocupación y luchó contra los partisanos yugoslavos. Organizada en 1942 con la ayuda de Ilija Trifunović-Birčanin y dirigida por Momčilo Đujić, la división incorporó a comandantes de Bosnia y Herzegovina, el norte de Dalmacia y la región de Lika. La división estaba bajo el control del comandante supremo chetnik, Draža Mihailović, y recibió ayuda de Dimitrije Ljotić, líder del Cuerpo de Voluntarios Serbios, y Milan Nedić, jefe del Gobierno títere de Salvación Nacional.
A finales de 1944, la división comenzó a retirarse hacia Eslovenia. Posteriormente, se unió a los Chetniks de Dobroslav Jevđević, al Cuerpo de Voluntarios Serbios de Ljotić y a los restos de la Guardia Estatal Serbia de Nedić para formar una sola unidad que estaba bajo el mando del SS- und Polizeiführer Odilo Globocnik en el Litoral Adriático. En mayo de 1945, Đujić entregó la división a las fuerzas aliadas, que llevaron a sus miembros al sur de Italia, desde donde fueron llevados a campos de desplazados en Alemania y luego dispersados. Đujić emigró a los Estados Unidos en 1949. Se cree que muchos miembros de la División Dinara lo siguieron allí, mientras que otros emigraron a Canadá. Đujić vivió en los Estados Unidos hasta su muerte en septiembre de 1999.

## Antecedentes
El 6 de abril de 1941, las fuerzas del Eje invadieron el Reino de Yugoslavia. Mal equipado y mal entrenado, el Real Ejército Yugoslavo fue rápidamente derrotado. Después de la invasión, el país fue desmembrado. El nacionalista y fascista croata Ante Pavelić, que había estado exiliado en la Italia de Benito Mussolini, fue nombrado Poglavnik (líder) de un estado croata dirigido por la Ustaše: el Estado Independiente de Croacia (a menudo llamado NDH, del croata: Nezavisna Država Hrvatska). El NDH aglutinó casi toda la actual Croacia, toda la actual Bosnia y Herzegovina y partes de la actual Serbia en un "cuasi-protectorado italo-alemán". Las autoridades del NDH, lideradas por la Ustaše, implementaron posteriormente políticas genocidas contra la población serbia, judía y romaní que vivía dentro de las fronteras del nuevo estado. Los serbios en particular fueron objeto de encarcelamientos, masacres, emigración forzada y asesinatos. Como resultado, surgieron dos movimientos de resistencia: los monárquicos chetniks serbios, encabezados por el coronel Draža Mihailović, y los partisanos comunistas yugoslavos multiétnicos, encabezados por Josip Broz Tito. Momčilo Đujić, un sacerdote ortodoxo serbio, se nombró a sí mismo vaivoda (comandante) de las fuerzas Chetnik en el norte de Dalmacia.
El movimiento Chetnik en Croacia se desarrolló entre los serbios de Kninska Krajina, la Dalmacia central y la región sur de Lika. Estos grupos Chetnik se formaron durante la separación de grupos pro-Chetnik serbios que surgieron de otros insurgentes cuyas acciones estuvieron dirigidas contra las autoridades militares y civiles del NDH y las medidas represivas de la Ustasha contra la población serbia. Algunos de los grupos pro-Chetnik y de la Gran Serbia estaban bajo la protección del ejército de ocupación italiano y gradualmente se convirtieron en parte de su servicio. Después del acuerdo de Zagreb entre las autoridades del NDH y las autoridades militares italianas a partir de mediados de 1942, estos grupos chetnik pasaron a formar parte de las milicias anticomunistas voluntarias (Milizia Volontaria Anticomunista) donde fueron debidamente abastecidos con armas y alimentos, además del  botín de guerra cuando se enfrentaban a los partisanos. Durante marzo-abril de 1942, todos estos grupos Chetnik de Kninska Krajina, el norte de Dalmacia y el sur del área de Lika se unirán a la División Dinara y se pusieron bajo el mando de los destacamentos militares Chetnik de Bosnia Occidental, Lika-Dálmata y Herzegovinia donde incluso estaban mejor conectados con el movimiento de Draža Mihailović.

## Formación y objetivos

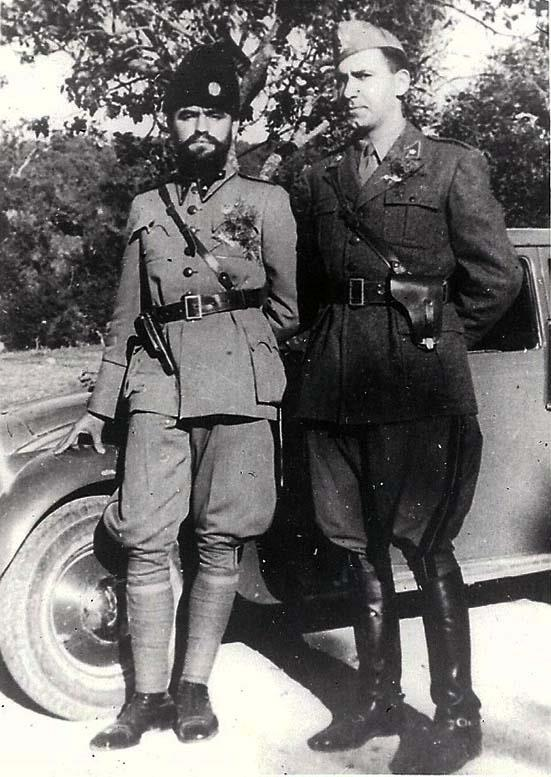
Momčilo Đujić, comandante de la División Dinara (izquierda), con un oficial italiano.

La división se formó a principios de enero de 1942 después de que Mihailović se pusiera en contacto con Đujić. Ilija Trifunović-Birčanin desempeñó un papel central en la organización de las unidades de los líderes Chetnik en el oeste de Bosnia, Lika y el norte de Dalmacia en la División Dinara y envió a exoficiales del Real Ejército Yugoslavo para ayudar. Đujić fue designado comandante de la división y su objetivo era el "establecimiento de un estado nacional serbio" en el que "una población exclusivamente ortodoxa debía vivir". Según Đujić: "Estábamos bajo el mando de Draža, pero recibimos noticias y suministros para nuestra lucha de [Dimitrije] Ljotić y [Milan] Nedić. [...] Los correos de Nedić me alcanzaron en Dinara y los míos llegaron a él en Belgrado. Él me envió uniformes militares para los guardias de la División Dinara; me envió diez millones de dinares para suministrar a los combatientes lo que fuera necesario y lo que se pudiera obtener".
En marzo de 1942, la división preparó una declaración con respecto a las "condiciones específicas de Bosnia y Herzegovina, el norte de Dalmacia y el suroeste de Croacia (Lika)". La declaración fue aceptada por los comandantes de estas áreas durante una conferencia en Strmica cerca de Knin un mes después. La declaración se hizo eco del tono de las instrucciones de Mihailović emitidas en diciembre de 1941 a los comandantes Chetnik, el Mayor Đorđije Lašić y el Capitán Pavle Đurišić en la búsqueda de una Gran Serbia que iba a ser habitada únicamente por serbios, el establecimiento de un corredor a través de los territorios de Herzegovina, al norte de Dalmacia, Bosnia y Lika hasta Eslovenia; y la movilización de todos los nacionalistas serbios para la limpieza étnica de otras nacionalidades que existían en Herzegovina, Dalmacia, Bosnia y Lika. También se refirió a la estrategia de la división en tiempos de guerra: "la colaboración con los italianos sobre el principio de vivir y dejar vivir, la lucha decidida contra las formaciones Ustaša y los Domobrans, así como contra los partisanos; es tarea del movimiento Chetnik prevenir un número cada vez mayor de croatas y musulmanes que se unen al movimiento partisano y el enfoque principal debe ser hacia los "croatas nacionales", aunque luego pueden ser eliminados; y la formación de unidades Chetnik croatas separadas para croatas pro-yugoslavos y antipartisanos".
Si bien con los musulmanes "hay que tener paciencia, no matarlos y saquearlos, es decir, emprender métodos tales que los musulmanes realmente creen que los destacamentos militares-chetnik son sus amigos", en este sentido se concluía que "cualquier acción prematura contra la población musulmana fortalecería a los partisanos porque tienen que sentarse en sus casas para que los destruyamos". En la zona de la División Sassari según un informe del 18.º Cuerpos de Ejército italiano, desde el 11 de agosto de 1942 existían 9 destacamentos Chetnik con un total de 12.440 hombres bajo el mando de Momčilo Đujić. Sin embargo, según el mismo registro, sólo unos 2.600 iban armados. Mientras que el mando del 18.º Cuerpo de Ejército a mediados de septiembre de 1942 hablaba de 4.269 hombres armados con 4.197 rifles, 35 ametralladoras ligeras y 7 ametralladoras. Con el fin de fortalecer las posiciones Chetnik en el área de Kninska Krajina y el sur de Lika a finales de 1942, se transfirieron alrededor de 3.200 hombres desde Herzegovina y Bosnia oriental, entre los que se encontraba el destacamento Zlatibor que permaneció allí hasta marzo de 1943. En a finales del verano de 1944, la División Dinara tenía alrededor de 6.500 chetniks.

## Retirada al Litoral Adriático
A principios de febrero de 1943, cuando los partisanos comenzaron a prevalecer sobre los chetniks como parte de la Operación Weiss, Đujić y Petar Baćović intentaron montar una contraofensiva alrededor de Bosansko Grahovo en Bosnia occidental para volver a capturar Drvar. Los alemanes se opusieron a esto y se canceló. A principios de agosto, la División Dinara estaba "mal formada, mal armada y disciplinada", carecía de listas precisas de sus miembros y no contaba con más de 3.000 efectivos. El Teniente Coronel Mladen Žujović, uno de los pocos delegados restantes de Mihailović en la zona, concluyó que la división era "pura invención de la imaginación".
El 21 de diciembre de 1944, después de que Đujić solicitara una garantía por escrito a Ante Pavelić para que él y sus fuerzas se refugiaran en la Eslovenia ocupada por los alemanes, Pavelić ordenó a las fuerzas militares del Estado Independiente de Croacia que dieran paso libre a la división de Đujić. Sin embargo, Đujić tomó una ruta alternativa hacia la península de Istria, ya que las rutas ofrecidas por Pavelić no eran seguras por los ataques partisanos. Cuando Đujić llegó a Eslovenia, sus fuerzas se unieron a los Chetniks de Dobroslav Jevđević, al Cuerpo de Voluntarios Serbios de Dimitrije Ljotić y a los restos de la Guardia Estatal Serbia de Milan Nedić para formar una sola unidad que estaba bajo el mando de Odilo Globocnik, el SS- und Polizeiführer en el Litoral Adriático.

## Consecuencias
En mayo de 1945, Đujić entregó la División Dinara a las fuerzas aliadas. Luego, sus miembros fueron llevados al sur de Italia. Desde allí, fueron llevados a campos de prisioneros en Alemania y luego dispersados. Después de permanecer en París de 1947 a 1949, Đujić emigró a los Estados Unidos, donde se cree que lo siguieron muchos miembros de la División Dinara. Otros miembros de la división emigraron a Canadá y se establecieron allí. Đujić vivió en los Estados Unidos hasta su muerte en San Diego, California en septiembre de 1999.